# Akere Muna
Akere Muna, né le 18 août 1952 à Ngyen, est un avocat et homme politique camerounais. Il est candidat à l'élection présidentielle camerounaise de 2018 pour le mouvement NOW, mais décide de retirer sa candidature au profit de Maurice Kamto. Il est considéré comme l'une des personnes les plus influentes au Cameroun.

## Biographie

### Enfance et Débuts
Akere Muna est né le 18 août 1952. Il est le fils de Salomon Tandeng Muna, ancien Premier Ministre et artisan de l'unité nationale, et le frère de Bernard Muna, Candidat à l'élection présidentielle 2011 et de Ama Tutu Muna, Ministre de la Culture au Cameroun de 2007 à 2015.

### Carrière
Passionné des technologies de l'information et de la communication,, engagé sur des thèmes d'actualité, Akere Muna est un ancien bâtonnier des avocats du Cameroun. Il a été président de l'UPA, l'union panafricaniste des Avocats et Vice-Président de Transparency International,.
Il fonde Transparency International Cameroun en 2000 et assure la présidence de l'organisation. Puis, il devient en 2005, vice-président mondial de l'organisation internantionale de lutte contre la corruption. Il mène campagne pour l'élection présidentielle camerounaise de 2018, comme candidat d'opposition à Paul Biya et son régime. En mars 2024, Akere Muna est nommé Ambassadeur de Bonne Volonté de l'association Facilité africaine de soutien juridique (ALSF). En septembre 2024, Akéré Muna est Investi par le parti Univers et au nom d'une coalition d'une vingtaine d'autres organisations politiques, à la présidentielle de 2025.